# Olivier Schwartz
Olivier Schwartz (Nogent-sur-Marne, 18 de febrero de 1963) es un historietista francés.

## Biografía
De formación autodidacta, su estilo está inspirado en la revisión de la línea clara que había impulsado Yves Chaland. En 1983 empieza a publicar obras en fanzines y después se especializa en historieta infantil e ilustración. A partir de 1988 la revista Astrapi le propone dibujar la serie Les enquêtes de l'inspecteur Bayard, guionizada por Jean-Louis Fonteneau, de la que se han publicado dieciocho álbumes hasta 2007. Gracias a esa obra, en 2003 recibe el premio juvenil del Festival Internacional de la Historieta de Angulema.
La mayor parte de su etapa en la editorial Dupuis ha estado ligada a sus colaboraciones con el guionista Yann. En 2009 comienza a trabajar con él en El botones verde caqui, una obra de la colección Una aventura de Spirou y Fantasio por... en la que se había recuperado un guion inicialmente escrito para Yves Chaland. En esta historia autoconclusiva, Spirou es un miembro de la resistencia belga contra la ocupación nazi en la Segunda Guerra Mundial. El álbum ha tenido buena acogida y ha recibido distinciones como el premio a la «mejor obra extranjera» del Salón Internacional del Cómic de Barcelona. A raíz de su éxito, ambos autores han vuelto a colaborar en esa colección con La mujer leopardo (2014), ambientada en la colonización del Congo Belga, y con Le Maitre des hosties noires (2017).
Al margen de Spirou, Yann y Schwartz publicaron la obra Gringos Locos (2012), inspirada en los viajes que Jijé, Franquin y Morris habían hecho en América del Norte. Dupuis había previsto una tirada inicial de 35.000 copias, pero los herederos de los protagonistas no estaban conformes con la visión de la novela y hubo que incluir una matización. Ese rechazo supuso la cancelación de la secuela Crazy Belgian, en la que se iba a narrar el encuentro de Jijé y Morris con René Goscinny. En 2018 los autores lanzaron una nueva serie, Atom Agency, inspirada en el universo de Gil Pupila.
Schwartz ha sido confirmado por Dupuis como el dibujante de la serie Spirou y Fantasio a partir de 2022, con los guionistas Sophie Guerrive y Benjamin Abitan.